# Quadrula intermedia
Quadrula intermedia är en musselart som först beskrevs av Timothy Abbott Conrad 1836.  Quadrula intermedia ingår i släktet Quadrula och familjen målarmusslor. IUCN kategoriserar arten globalt som starkt hotad. Inga underarter finns listade i Catalogue of Life.